# Escopaestesia
La escopaestesia (o scopaesthesia por su nombre en inglés), es un supuesto fenómeno en el cual los seres humanos son capaces de detectar de forma extrasensorial si están siendo mirados fijamente.
Esta idea fue explorada por primera vez por el psicólogo Edward B. Titchener en 1898 después de que los estudiantes de sus clases informaron que podían "sentir" cuando alguien los miraba, aunque no pudieran ver a esta persona. Titchener realizó una serie de experimentos de laboratorio que solo encontraron resultados negativos. El efecto ha sido objeto de atención contemporánea de parapsicólogos e investigadores marginales desde la década de 1980 en adelante.

## Historia

### Origen
En 1898 el psicólogo Edward B. Titchener reportó que algunos estudiantes de sus clases creían que eran capaces de sentir cuando alguien los miraba fijamente por la espalda, con una proporción más pequeña de estudiantes que creía que se podía forzar a una persona a voltearse si se mantenía la mirada fija en la nuca de esa persona. Se dijo que ambos fenómenos ocurrían en lugares públicos, como aulas de clase y auditorios. Los estudiantes describieron la sensación como un estado desagradable de rigidez en la nuca, acompañada a veces de hormigueo.
Titchener no creía en la telepatía, y la explicación que ofreció fue que cuando un sujeto cree que está siendo observando y se da la vuelta para comprobarlo, una segunda persona detrás (que ya tenía identificado al sujeto en su campo de visión) nota que este está girando su cabeza, por lo que fija su mirada hacía el sujeto. El sujeto desde su perspectiva mira a su alrededor y, en efecto, está siendo observado por la segunda persona.
Titchener atribuyó el efecto del "hormigueo" al sujeto que enfoca su atención en su propio cuello y la idea de que alguien podría estar mirando este último, observando que una persona que concentra su atención en su propia rodilla o pie hará que esa parte del cuerpo se sienta más sensitiva. Titchener realizó varios experimentos de laboratorio con personas que afirmaban "sentir las miradas de otros" y otras que afirmaban que podían hacer que las personas voltearan, pero los resultados fueron negativos en ambos casos.

### Estudios posteriores
Un estudio de 1913 realizado por John E. Coover pidió a diez sujetos que indicaran si podían o no sentir que un experimentador los miraba, durante un período de 100 posibles períodos de observación. Las respuestas de los sujetos fueron correctas el 50,2% de las veces, un resultado que Coover llamó una "aproximación asombrosa" de pura casualidad. Coover concluyó que aunque la sensación de ser observado era común, la experimentación demostró que era "infundada". Sugirió que la sensación de "hormigueo" descrita por Titchener era un ejemplo de automatismo motor.
Un experimento de 1983 que usó cámaras de circuito cerrado de televisión para observar a los sujetos informó una tasa de éxito del 74%, aunque investigaciones posteriores sugirieron que no se había controlado la aleatoriedad de las secuencias. Un intento de recrear este estudio en 2009 usó cámaras de circuito cerrado y monitoreo de la conductancia de la piel o actividad electrodérmica para detectar una reacción de los sujetos. El experimento no pudo demostrar un efecto claro.
En la década de los 2000, el biólogo Rupert Sheldrake llevó a cabo experimentos para poner a prueba este efecto. Pidió a un grupo de personas que afirmaban ser capaces de sentir las miradas que dijeran cuando estaban siendo observadas y cuando no. Sheldrake reportó sujetos con una sensación débil de que los miraban fijamente, pero no la sensación de que no los miraban. Sheldrake resumió su caso en la revista Journal of Consciousness Studies, donde dijo que encontró una tasa de aciertos de 53,1%, con dos sujetos casi siempre correctos, puntuando muy por encima de los niveles de probabilidad. 
Los experimentos de Sheldrake fueron criticados por usar secuencias con "relativamente pocas secuencias largas y muchas alternancias" (en lugar de patrones verdaderamente aleatorios), que habrían reflejado los patrones naturales que las personas que adivinan y apuestan tienden a seguir y pudieran haber permitido que los sujetos aprendieran los patrones implícitamente.
Escribiendo después de que otra prueba de conductancia de la piel en 2004 mostró un resultado negativo, E. Lobach y D. J. Bierman concluyeron que el paradigma de mirar fijamente no es el paradigma fácilmente replicable que se dice que es.

## Detección de la mirada
Se teoriza que la capacidad de detectar con precisión el objetivo de la mirada de un observador ha conferido una ventaja evolutiva al mejorar las capacidades de detección de amenazas, además de facilitar la comunicación no verbal. 
En comparación con los ojos de otros animales, la esclerótica excepcionalmente visible y bien definida y el iris de los ojos humanos proporciona más evidencia de su importancia evolutiva para la especie, y se cree que se desarrolló a medida que los humanos se volvieron más dependientes de la comunicación compleja para la supervivencia y el éxito reproductivo.
Estos procesos mentales ocurren subconscientemente y utilizan información de la visión periférica; esto puede contribuir a la sensación de un "sexto sentido" que alertó a la persona que se observaba.